# أدريان برتراند
أدريان برتراند (بالفرنسية: Adrien Bertrand) (و. 1888 – 1917 م) هو صحفي، وكاتب، وناقد أدبي، وشاعر، وروائي، من فرنسا، توفي في كراس، عن عمر يناهز 29 عاماً.

## التعليم
تعلم في المدرسة الألزاسية ‏.

## جوائز
حصل على جوائز منها:
- جائزة غونكور (1914).